# 환원적 아미노화
환원적 아미노화(Reductive amination) 또는 환원적 알킬레이션(reductive alkylation)은 카보닐(carbonyl) 그룹을 이민(imine)을 거쳐 아민으로 바꾸는 아미노화(amination) 반응이다. 카보닐 그룹은 보통 케톤이나 알데히드를 사용한다. 환원적 아미노화는 아민을 만드는 가장 주요한 방법으로 간주되고, 제약산업에서의 아민의 대부분은 이 방식으로 만들어진다. 피루브산의 환원적 아미노화에 의해 알라닌이 생성된다.

## 참조
1. ↑  Stuart Warren and Paul Wyatt (2008). 《Organic Synthesis : the disconnection approach》 2판. Oxford: Wiley-Blackwell. 54쪽. ISBN 978-0-470-71236-8.